# بلگر (پنسیلوانیا)
بلگر (به انگلیسی: Bulger) یک منطقهٔ مسکونی در ایالات متحده آمریکا است که در شهرستان واشینگتن، پنسیلوانیا واقع شده‌است. بلگر ۴۰۷ نفر جمعیت دارد.